# 29 Pułk Piechoty (Imperium Rosyjskie)

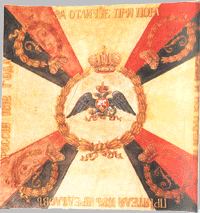
Sztandar 29 pułku piechoty

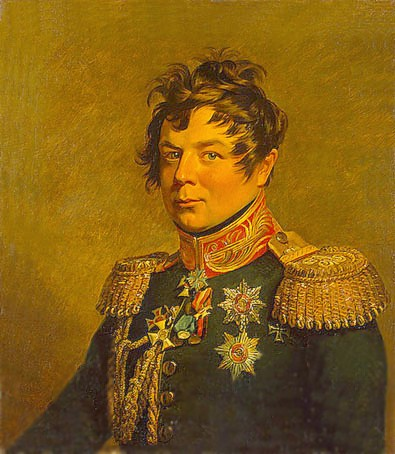
Iwan Dybicz – patron 29 pułku piechoty

29 Czernichowski Pułk Piechoty Generała Feldmarszałka Hrabiego Dybicza Zabałkańskiego (ros. 29-й пехотный Черниговский генерал-фельдмаршала графа Дибича-Забалканского полк) – pułk piechoty okresu Imperium Rosyjskiego.

## Charakterystyka
Sformowany 25 czerwca 1700 za panowania Piotra I Romanowa. Stacjonował między innymi w Warszawie. Nosił nazwy: pp feldmarszałka hr. Dybicza Zabałkańśkiego (1829–1857).

 W przededniu I wojny światowej pułk etatowo posiadał cztery bataliony po cztery kompanie oraz kompanię tyłową. Kompania piechoty czasu wojny liczyła około 240 żołnierzy i 4–5 oficerów. Na szczeblu pułku występował także pododdział karabinów maszynowych (8 km), łączności (w tym 14 konnych gońców i 21 telefonistów) i zwiadowczy (64 zwiadowców, w tym 4 kolarzy). W sumie pułk liczył około 4000 żołnierzy.
29 Czernichowski pułk piechoty brał udział w tłumieniu powstania styczniowego, wziął również udział w walkach okresu I wojny światowej. Został rozformowany w 1918.

## Odznaka pamiątkowa
11 listopada 1909 ustanowiono odznakę pamiątkową Czernichowskiego pułku piechoty.
Wygląd odznaki w wersji oficerskiej przedstawiał się tak: na wieńcu z laurowych i dębowych liści nałożony jest herb pułku – pod złotą koroną książęcą czarny, jednogłowy orzeł na srebrnym tle, trzymający w łapie złoty krzyż; nad herbem korona imperatorska, pod którą na wieńcu widnieje napis: "Piechota von Szwedena – 29. Czernichowski Pułk Piechoty"; pod herbem zaś wstęga z datami "1700-1900"; po lewej stronie książęcej korony monogram Piotra I, po prawej stronie monogram Mikołaja II.
Wersja odznaki dla szeregowych była wykonana z brązu, bez emalii.

## Podporządkowanie
Lipiec 1914:
- 15 Korpus Armijny (15 АК, 15 армейский корпус), Warszawa
  - 8 Dywizja Piechoty (8-я пехотная дивизия), Warszawa
    - 1 Brygada Piechoty, Warszawa
      - 29 Czernichowski pułk piechoty –Warszawa